# Grästorps kyrka
Grästorps kyrka är en kyrkobyggnad som tillhör Tengene församling i Skara stift. Kyrkan ligger i samhället Grästorp i Grästorps kommun.

## Kyrkobyggnaden
Kyrkan uppfördes åren 1914-1915 efter ritningar av arkitekterna Carl-Wilhelm Gustafsson, Torben Grut och Albin Gustafsson.
Ett tornur tillkom 1949.
Kyrkan har en stomme av tegel och består av långhus med ett smalare rakt avslutat kor i öster. I väster finns ett kyrktorn. Vid långhusets norra sida finns ett vidbyggt vapenhus och norr om koret en vidbyggd sakristia. Kyrkan har ytterväggar klädda med brunt tegel och rött tegel som är murade i munkförband. Yttertaket är klätt med skiffer. Torntaket är belagt med kopparplåt och har formen av en fyrsidig huv som övergår till en åttakantig spetsig tornspira. Tornspiran kröns av ett förgyllt kors på kula.

## Inventarier
- Altartavlan har motivet Kristi himmelsfärd.
- Orgeln är byggd 1972 av Smedmans Orgelbyggeri.
- En kororgel är tillverkad 1984 av Smedmans Orgelbyggeri.

### Webbkällor
- byggnadspresentation